# Scharhörn

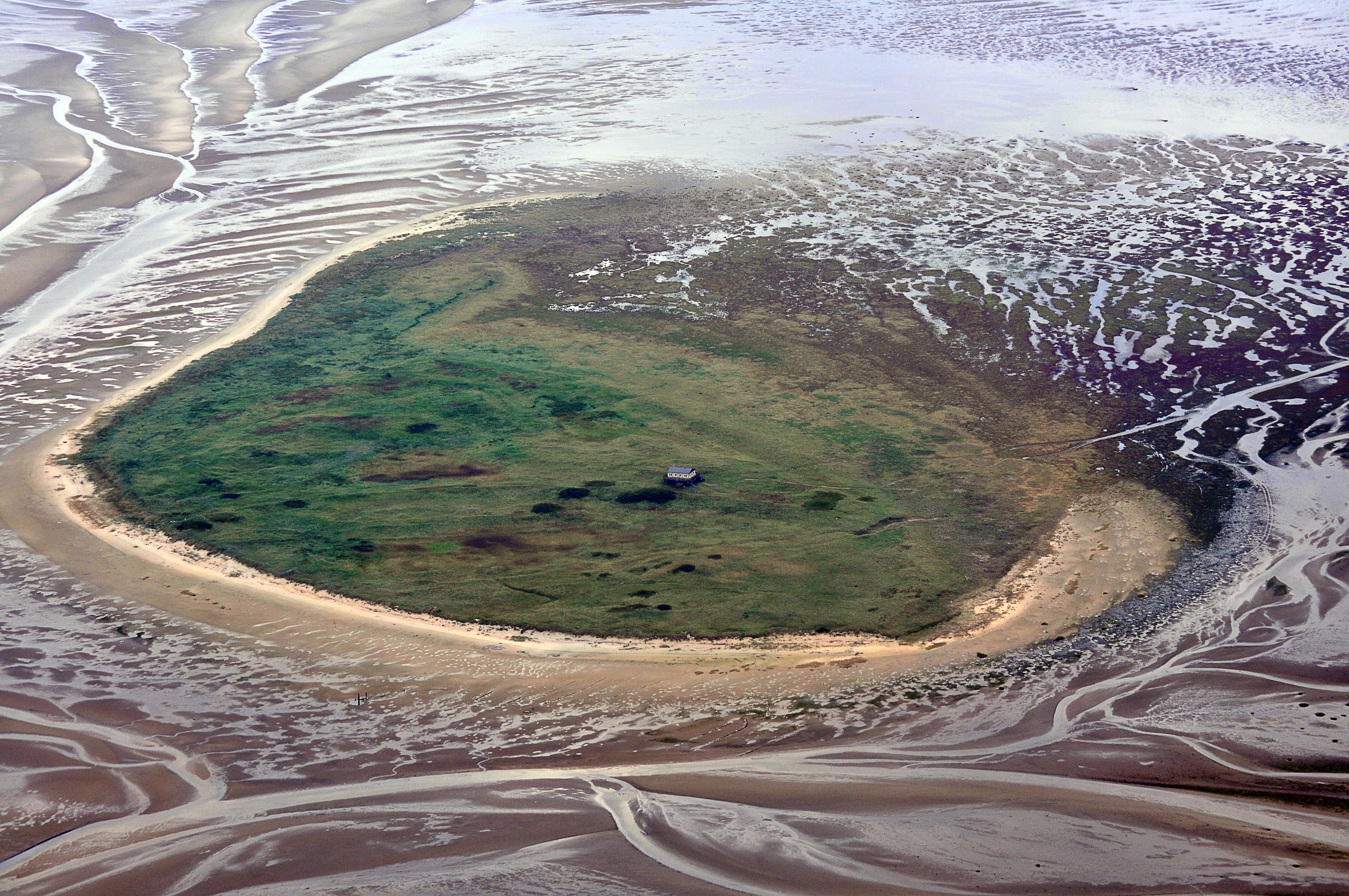
Luftaufnahme von Scharhörn (2004)

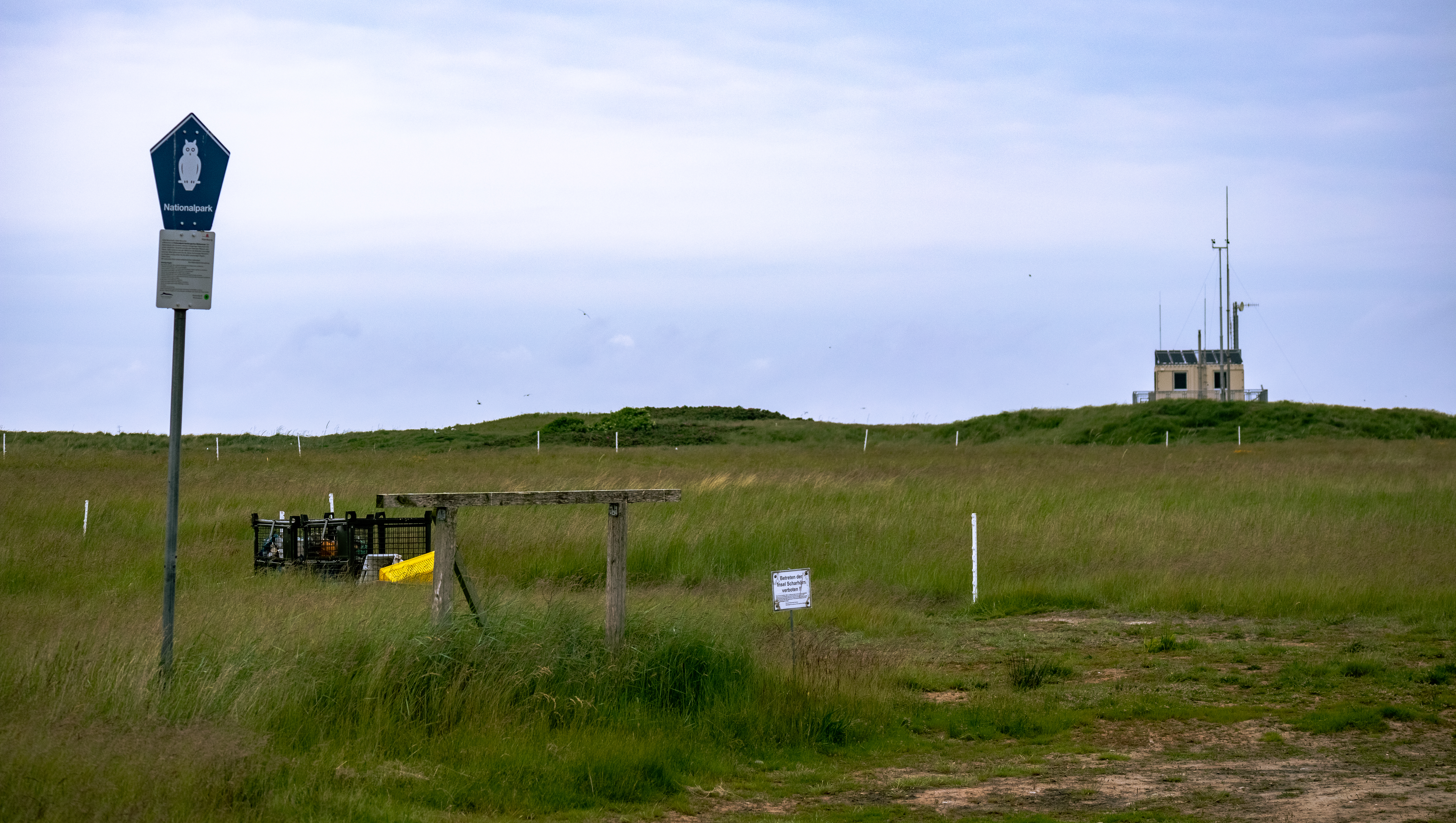
Inseleingang von Scharhörn (2021)

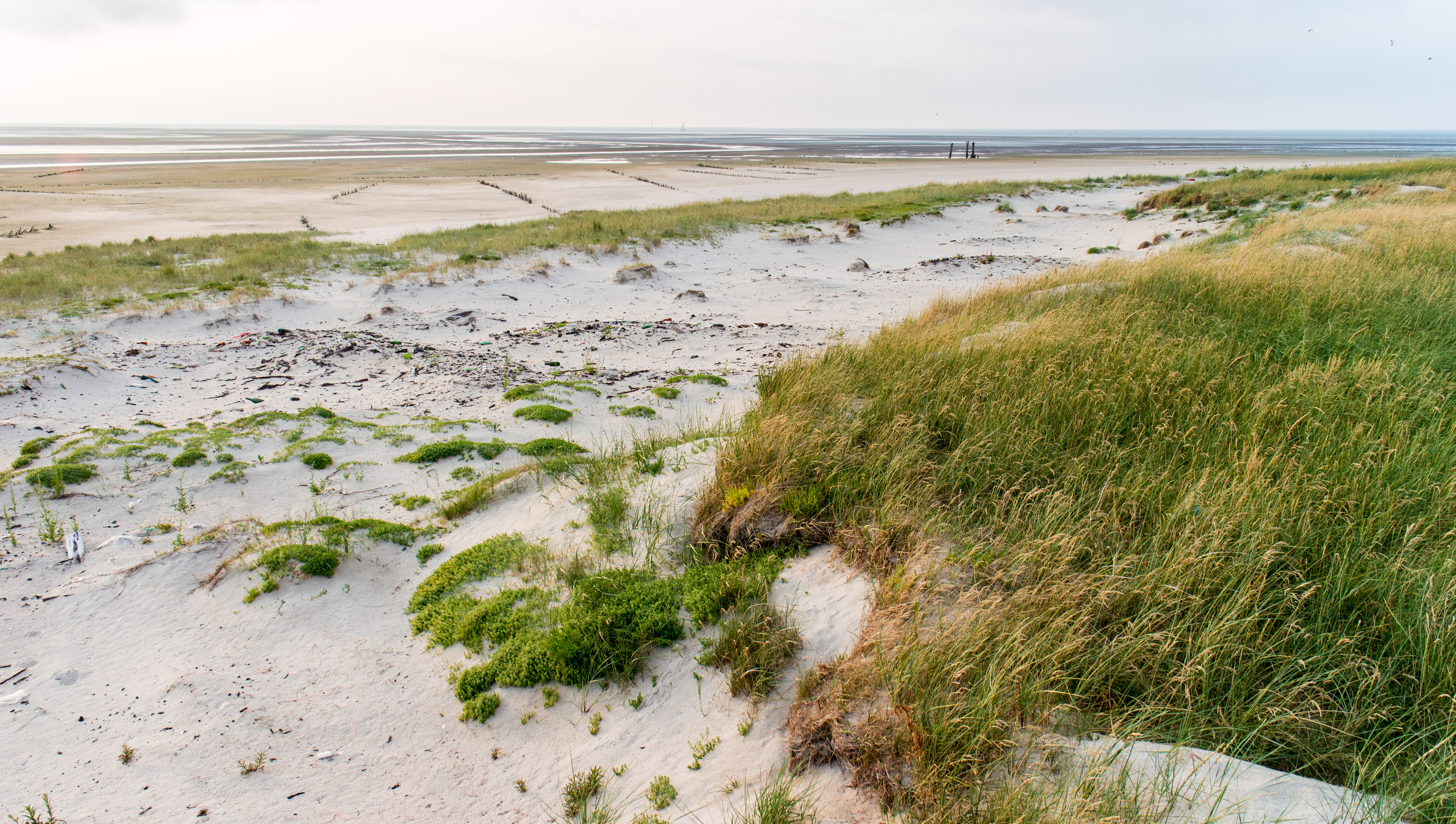
Nordweststrand, Pfähle von 1957 im Watt, Müllhalden der Bewohner an der ältesten Stelle der Insel (2017)

Scharhörn ist eine deutsche Insel im innersten Winkel der Helgoländer Bucht und Teil einer Exklave der Freien und Hansestadt Hamburg (Stadtteil Neuwerk). Die Insel gilt als Hamburgs nördlichster Punkt und ist etwa 43 ha groß. Scharhörn mit dem umliegenden Watt und Seegebiet liegt in der „Zone I“ des Nationalparks Hamburgisches Wattenmeer und ist ein Geotop von überregionaler Bedeutung. Abgesehen von einem Vogelwart ist die Insel unbewohnt und nur über einen Wattwanderweg von Neuwerk aus erreichbar.

## Name
Der Name Scharhörn bezeichnet heute die Düneninsel, die zusammen mit Nigehörn auf der Scharhörnplate liegt. Teilweise wird heute noch Scharhörn auf Karten synonym für die Scharhörnplate verwendet und schließt damit auch Nigehörn mit ein. In unterschiedlichen Schreibweisen war Scharhörn aber über Jahrhunderte auch der Name diverser ausgedehnter Sandbänke auf der Südseite der Außenelbe, die sich durch die Strömung verlagerten.

Flusskarte der Unterelbe, Willem Blaeu, 1628

Willem Blaeu bezeichnet sie in seiner Karte der Unterelbe von 1628 als Schorhörn. Andere Schreibweisen sind Scharhoern, Schoor-hörn und Scharhörn.
Im Mittelniederdeutschen steht schore oder schare für Vorland, Gestade, Küste oder Wall. Als Adjektiv schor steht es für schräg. hörn steht für Ecke, Kante, Winkel oder Landspitze. Zusammengesetzt deutet steile Kante also auf die Lage und Form der Sandbank hin.

## Geographie

### Lage
Im innersten Winkel der Helgoländer Bucht liegt Scharhörn auf Stromkilometer 745, links der Elbe, die hier in die Nordsee mündet. Sie befindet sich im Nordbereich des Scharhörn-Neuwerker Watts, das von Elbe im Nordwesten und Till im Süden begrenzt wird und den nördlichsten Bereich des Elbe-Weser-Watts ausmacht. Gemeinsam mit der ebenfalls grundsätzlich hochwassersicheren Insel Nigehörn liegt Scharhörn auf der Sandbank Scharhörnplate (auch Scharhörnsand genannt).

### Naturräumliche Zuordnung
Scharhörn und das umliegende Neuwerker Watt gehören in der naturräumlichen Haupteinheitengruppe Ems- und Wesermarschen (Nr. 61) zum Naturraum Watten im Elbe-Weser-Dreieck Jadebusen. Auf oberer Ebene gehört es als Teil des Marschlands zur Großregion Norddeutsches Tiefland.

### Umgebung
Etwa 6 km südöstlich liegt die Insel Neuwerk, 15 km südöstlich das ehemalige Hamburger Staatsgebiet Cuxhaven. Auf der anderen Elbseite befindet sich die Insel Trischen 19 km in Richtung Nordost. Helgoland ist 43 km entfernt im Nordwesten.

### Beschreibung
Die Insel ist geprägt von bis zu 6 m ü. NN hohen Dünenkämmen, die sich meist in Nordsüdrichtung erstrecken und sich mit Tälern abwechseln, die teils nur knapp über NN liegen.
Das seeseitige Ufer wird durch einen Strand und Dünenabbruchkanten geprägt. Im Südwesten schließt sich eine ausgedehnte Salzwiese an, die im Süden fast an Nigehörn heranreicht und deren Quellerfläche im Westen weit über eine imaginäre Verbindungsgerade zwischen beiden Stränden hinausreicht. Durchschnitten wird diese Salzwiese von einem Priel auf ebendieser Verbindungsgerade und durch ein kleines Prielsystem, das sich direkt an der Südwestseite an den Strand anschließt und Richtung Nordwesten abfließt. Auf der Südostseite geht die Insel fließend und ohne Priele in eine Salzwiese und Quellerflur über, bevor sie ohne klare Grenzen in das Watt ausläuft. Im Süden durchzieht ein junger Priel Richtung Hundebalje diese Salzwiese, die sich bis zur Nachbarinsel Nigehörn erstreckt.

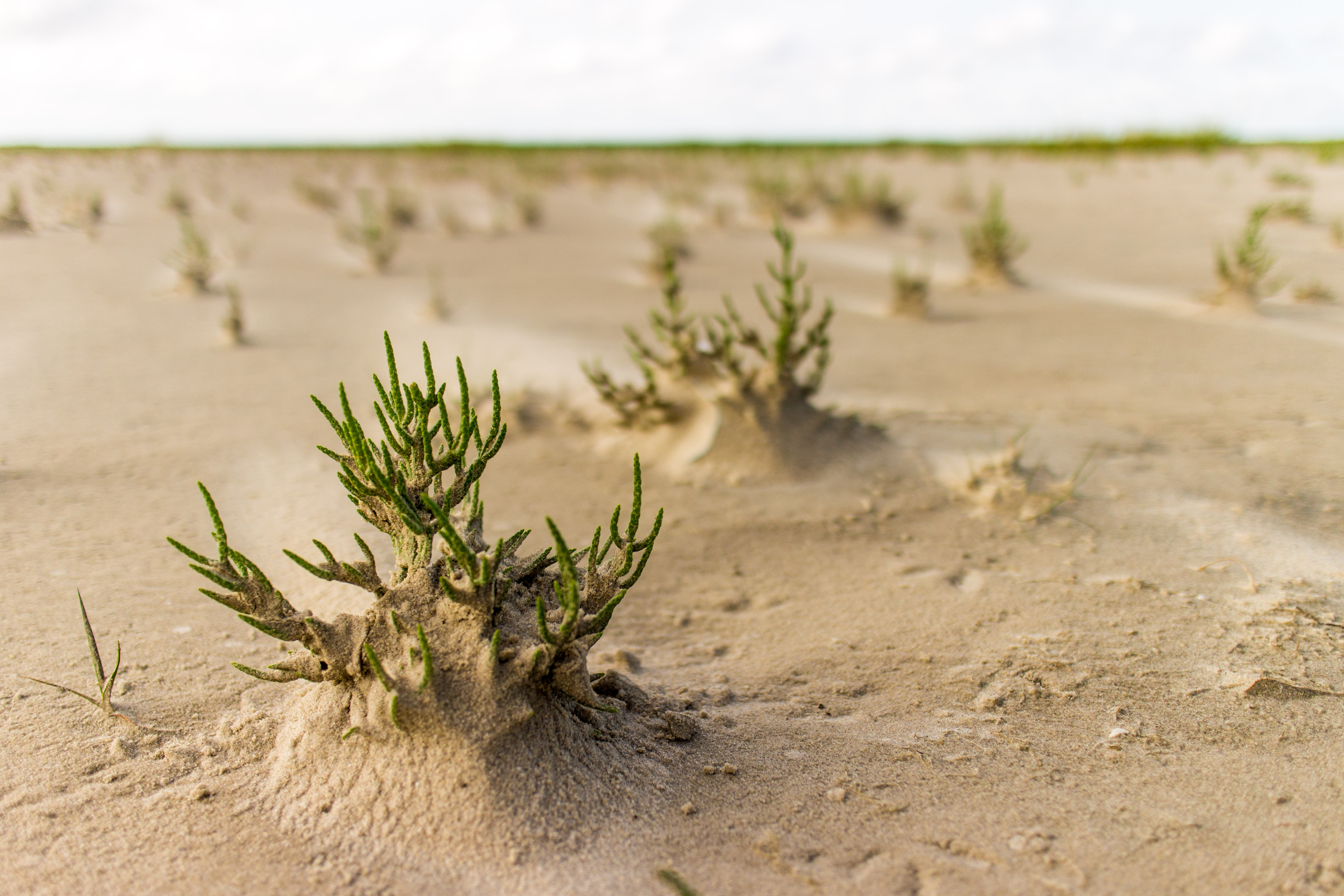
Queller (Salicornia) als natürlicher Sandfang in den Scharhörner Salzwiesen bei Ostwind.

Trotz seinerzeit erheblicher Versuche, mit Sandvorspülungen und Sandfangzäunen bis in die 1980er Jahre die Insel zu befestigen, drohen ihr bei Sturmflut im Nordwesten ständig Landverluste, während sie durch Sandablagerungen in der Pioniervegetation südostwärts weiter anwächst. Die Abtragsgeschwindigkeit hat sich allerdings von 20,4 m/Jahr (1930–1948) auf 7,9 m/Jahr (1997–2004) verringert. Langfristig hat sich der Mittelpunkt zwischen 1935 und 2016 um 9,7 Meter pro Jahr verlagert. Seit Mitte der 1990er Jahre überwiegt die Wanderung der südöstlichen Inselkante, was zu einer erheblichen Vergrößerung der Insel geführt hat. Auch wenn genaue Messungen fehlen, so ist klar zu beobachten, dass sich der gesamte Wattbereich besonders zwischen Scharhörn und Nigehörn um circa einen Meter angehoben hat. Die hierdurch entstandenen Salzwiesen verbinden die Inseln bereits und eine weitere Verschmelzung der Inseln ist zu erwarten.
Im Zeitraum 2000 bis 2013 wanderte der Inselmittelpunkt um 173 m und die Ostkante um 265 m nach Osten.
Zusätzliche Vegetationsinseln haben sich westlich der Insel gebildet.
Seit 1989 auf der Scharhörnplate ca. 1,5 km weiter südwestlich Nigehörn aufgespült wurde, hat sich diese Insel ebenfalls weiter nach Osten vergrößert. Der Landgewinn Nigehörns reichte um 2014 in östliche Richtung fast über Scharhörn hinaus.

#### Flächenentwicklung
Im Frühjahr 2018 kam es zu ungewöhnlich starker Dünenbildung an der Ostkante Scharhörns, was zumindest kurzfristig die Lage, Größe und auch das Verhältnis zwischen Salzwiesen und Dünen erheblich verändert hat.

## Geschichte

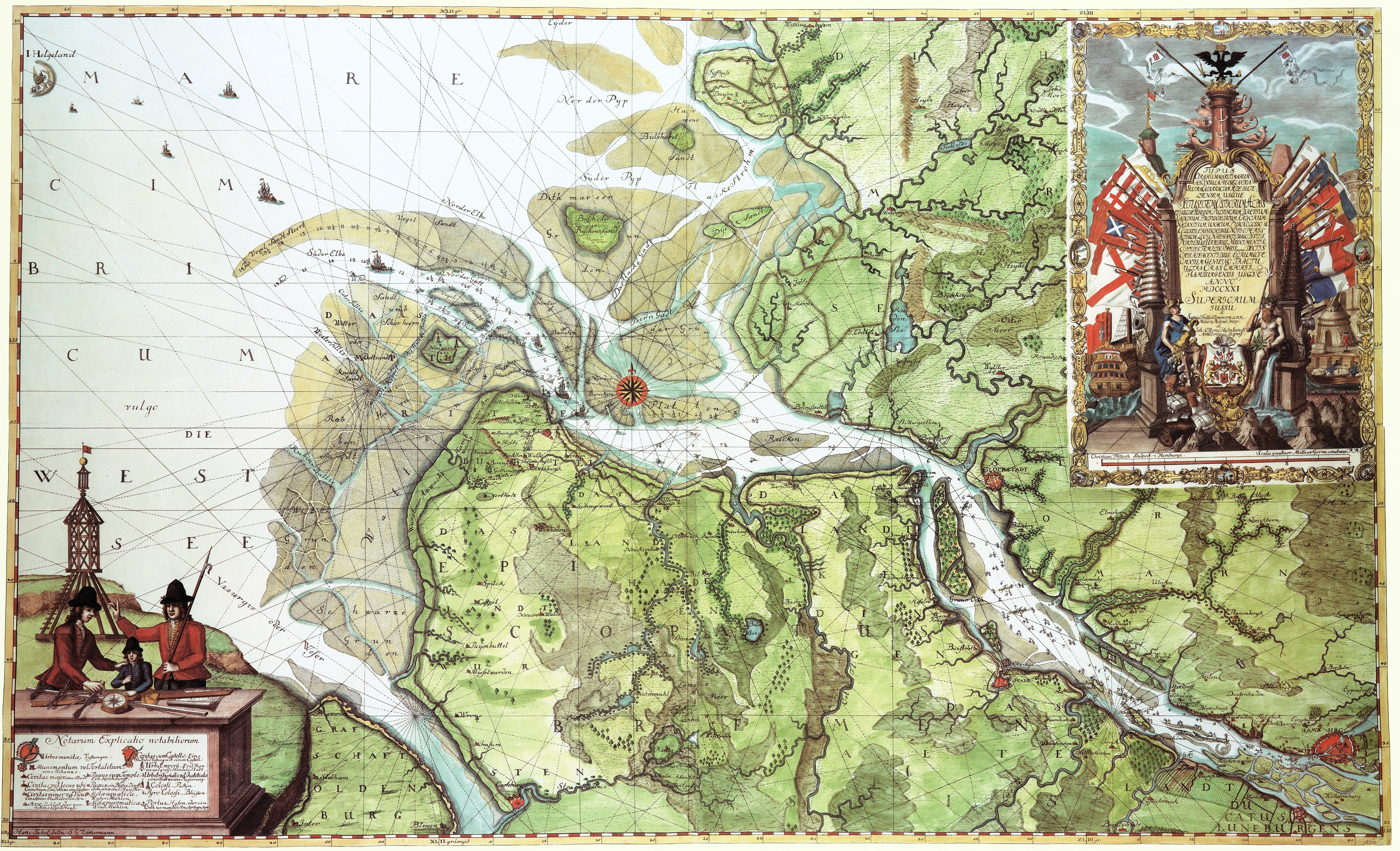
Scharhörnbake auf Seekarte von 1721

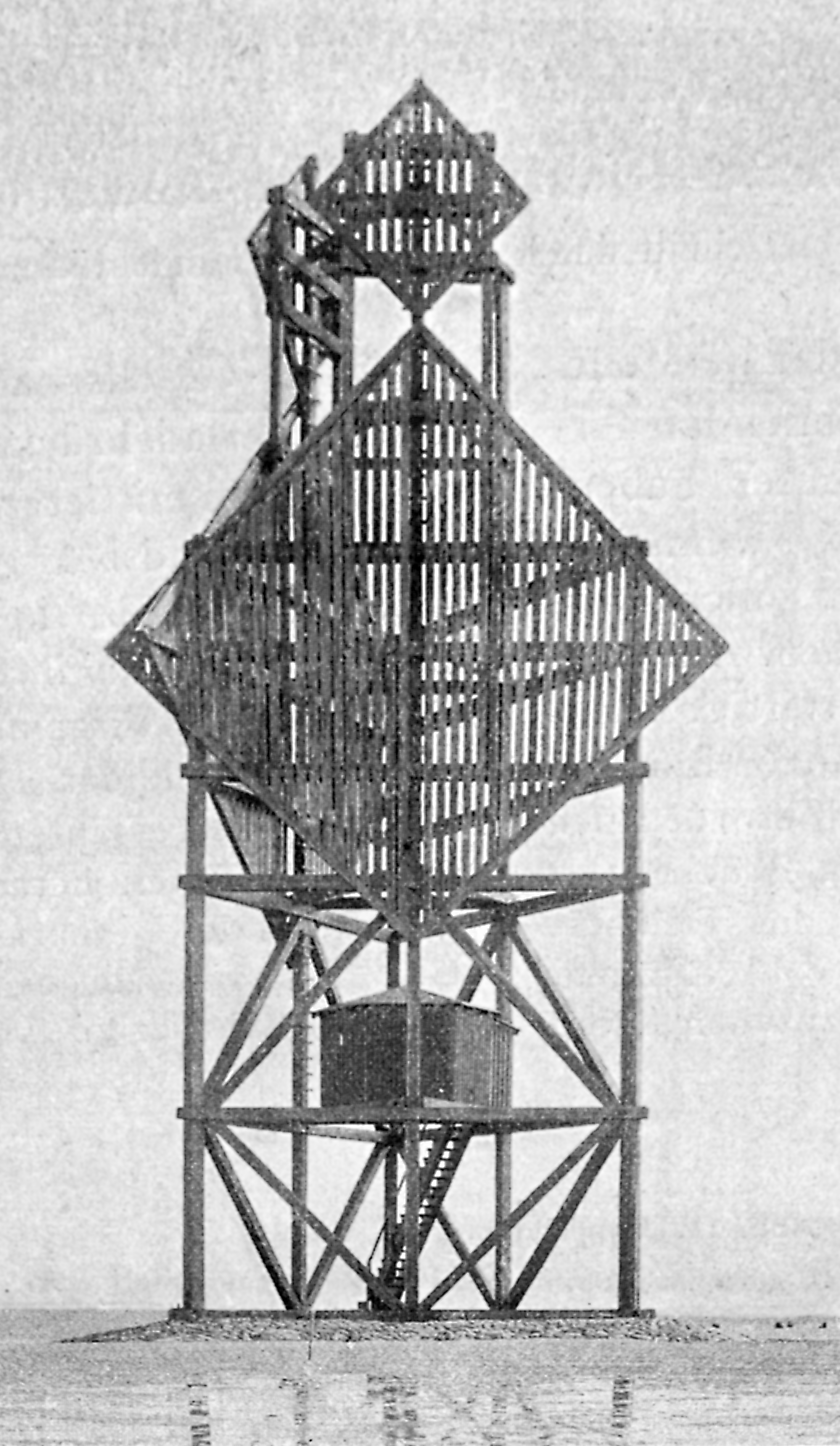
Scharhörnbake (1898–1914)

Scharhörn wird seit dem 13. Jahrhundert als Sandbank und große Gefahr für die Schifffahrt zwischen Weser und Elbe erwähnt. Es waren hauptsächlich Seezeichen, wie die Schartonne (1446) und die Scharhörnbake (1661), die indirekt auf Scharhörn verwiesen. Der Neuwerker Turm – Ausdruck Hamburger Herrschaft über die Elbmündung – diente aber zusammen mit den Neuwerker Blüsen und Leuchttürmen wesentlich zur Sicherung der Passage auf der Außenelbe um die gefürchtete Sandbank herum. Dennoch waren die steil abfallenden Sände rund um Scharhörn bis in das 20. Jahrhundert hinein das Ende diverser Schiffe, wovon das Wrack der Ondo auf dem gegenüberliegenden Vogelsand noch heute zeugt.
Die 1661 erstmals errichtete Scharhörnbake wurde mehrfach ersetzt und 1852 durch einen hochwassersicheren Schutzraum mit Notausrüstung für verunglückte Seeleute erweitert. Für den Deutsch-Französischen Krieg (1870) und Ersten Weltkrieg (1914) wurde sie jeweils abgerissen, um feindlichen Flotten keine Navigationshilfe zu bieten, und nach den Kriegen erneut aufgebaut. Ebenso wird ihre Wichtigkeit dadurch belegt, dass sie zeitweise die höchste Bake an der Nordseeküste war. Am 7. August 1967 wurden die Reste der letzten Scharhörnbake beseitigt.
Genaue kartografische Aufzeichnungen von 1868 an zeigen, dass sich die Sandbank bis 1968 um etwa 1,4 km nach Südosten verlagert hat.

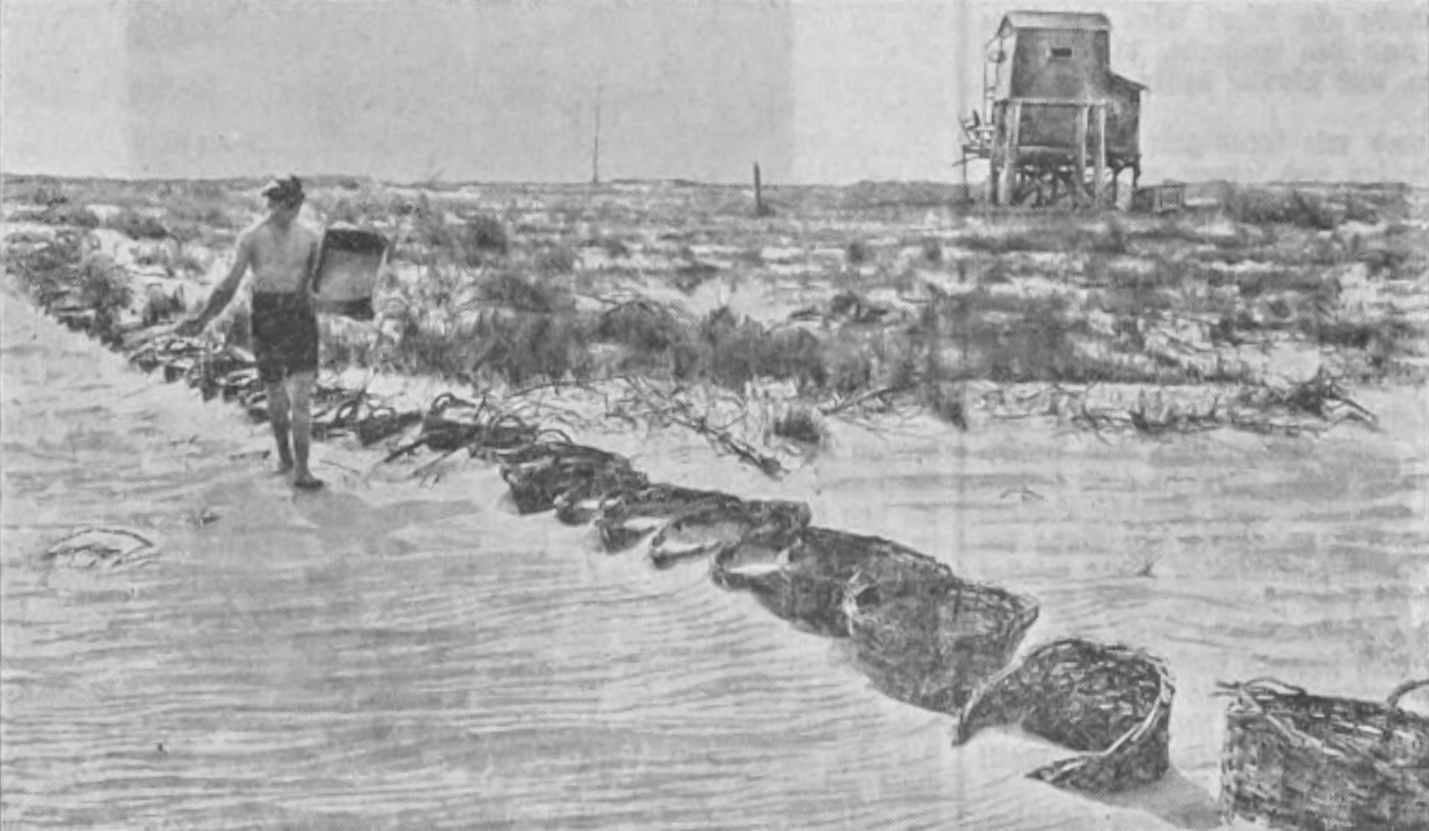
Aussaat des Strandhafers (1933)

Der Neuwerker Lehrer Heinrich Gechter entdeckte 1902 brütende Brandseeschwalben und registrierte 1926 ersten Pflanzenbewuchs auf der Insel. Um den Bruterfolg nicht durch Überflutung zu gefährden, sah er es als wesentlich an, den Flugsand durch Bepflanzungen zu befestigen und eine Dünenbildung – also die Auflandung – zu ermöglichen. Durch Presse- und Lobbyarbeit erreichte er, dass Hamburg „die Natur unterstützende Erhöhung und Bepflanzung des Sandes Scharhörn“ finanzierte. Ab 1927 fanden dann systematische und großflächige Arbeiten mit Sandfangzäunen statt; später wurden zusätzlich Netze aus Kokosgarn zum Sandfang gespannt. Jetzt begann man mit ersten Bepflanzungen mit Strandroggen und anderen Dünengräsern. Hierzu wurden ab 1929 Baubuden zur Unterbringung des Arbeitsdienstes des Wasserbauamtes Cuxhaven errichtet. Zu diesem Zeitpunkt lag die Sandbank 1,50 Meter über Normalnull. Winterstürme zerstörten in den Anfangsjahren die Anpflanzungen. Bereits 1930 ragte aber eine breite Fläche bis zu vier Meter über Normalnull. Scharhörn war damit sturmflutsicher. Bis zum Ende der 1930er Jahre konnte so eine Insel geschaffen werden, die mit einer Größe zwischen 4 und 12 ha dokumentiert wurde. Mit dem Groß-Hamburg-Gesetz ging Scharhörn 1937 im Amt Ritzebüttel zusammen mit Cuxhaven und Neuwerk an Preußen.
Im Weiteren erreichte Gechter auch, dass das Gebiet am 1. Dezember 1939 zum Naturschutzgebiet erklärt wurde. Die Betreuung übernahm der Verein Jordsand, dessen zweiter Vorsitzender er inzwischen war, zusammen mit der Vogelwarte Helgoland.
Der Ausbau der Insel und des Naturschutzes wurden durch den Zweiten Weltkrieg unterbrochen. Es entstanden Bunker und Flakstellungen. Immerhin konnte ab 1941 durch Abstellung fachkundiger Soldaten dem wahllosen Eiersammeln auf Scharhörn ein Ende gesetzt werden. 1947 betraten erstmals wieder Vogelwärter die Insel und begannen zunächst mit Aufräumungsarbeiten, ehe ihr eigentlicher Dienst beginnen konnte. Die Landgewinnungsmaßnahmen wurden wieder aufgenommen; neben dem Pflanzen, Säen und Ernten von Dünenpflanzen wurden sogar Versuche unternommen, die Insel mit standortfremden Gehölzen wie Grünerlen, Flieder und Weiden aufzuforsten. In den 1950er Jahren waren bis zu 60 Arbeiter auf der Insel stationiert. Vogelwärter und Dünenarbeiter wohnten mehrere Jahre lang gemeinsam in den Baracken. Für die Aussaat wurden Reihendrillmaschinen eingesetzt.
Die Jahre 1964 bis 1979 war Scharhörn von den Erkundungen und Planungen für einen Tiefwasserhafen geprägt. Da einige Planungsvarianten die Hafenanlagen an diesem Ort vorsahen, entstanden erste Ideen für eine Ersatzinsel. Als sich die Inselsubstanz ab 1973 verschlechterte, wurde diese Idee 1989 aufgegriffen, um mit Nigehörn langfristigen Ersatz für Scharhörn zu schaffen. Nach der Einstellung des Dünenschutzes auf Scharhörn 1975 waren diese Auf- und Vorspülungen die letzten und größten Eingriffe in diesem Gebiet.

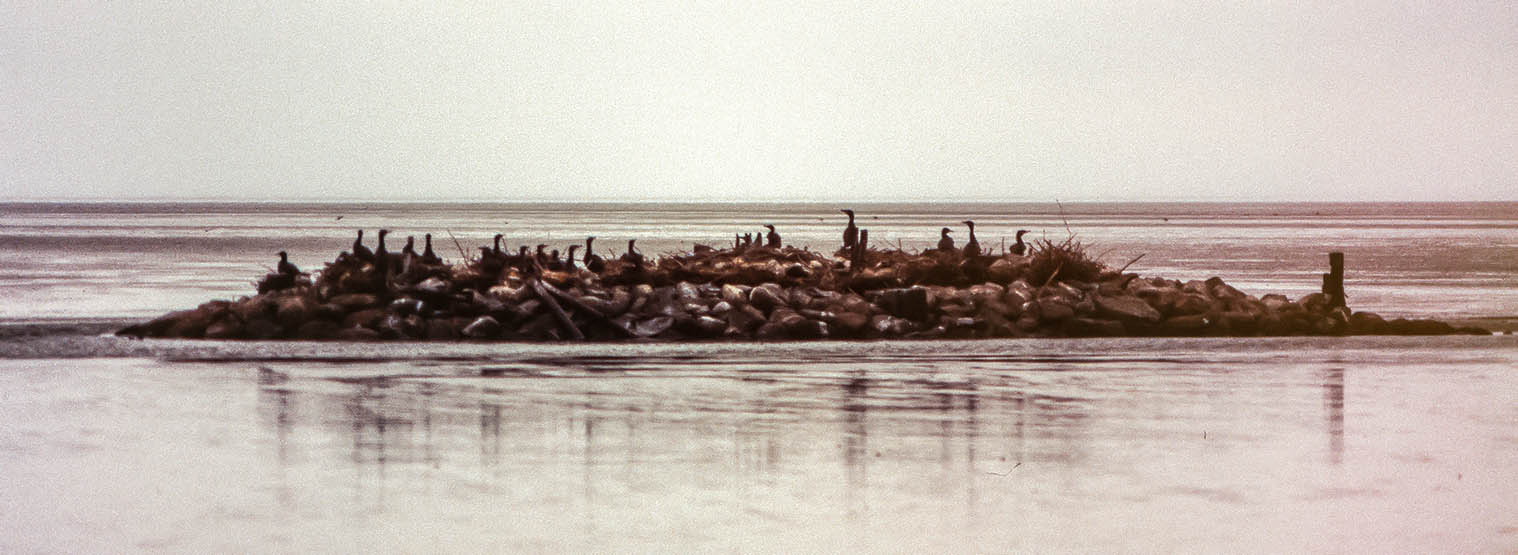
Reste des Dreiecksfundaments der Scharhörnbake von 1898 (1994)

Mit Ausrufung des Nationalparks 1990 wurde Scharhörn zum Kernbereich des höchsten Schutzstatus der „Zone 1“.
Ende der 1990er Jahre bildete sich auf der immer weniger überfluteten Wattfläche zwischen Scharhörn und Nigehörn ein großflächiger Blaualgenrasen, der die Grundlage des seit 2002 auftretenden Quellerflur sein könnte und inzwischen fast die gesamte Scharhörnplate einnimmt.

## Umwelt- und Klimaschutz

### Müll

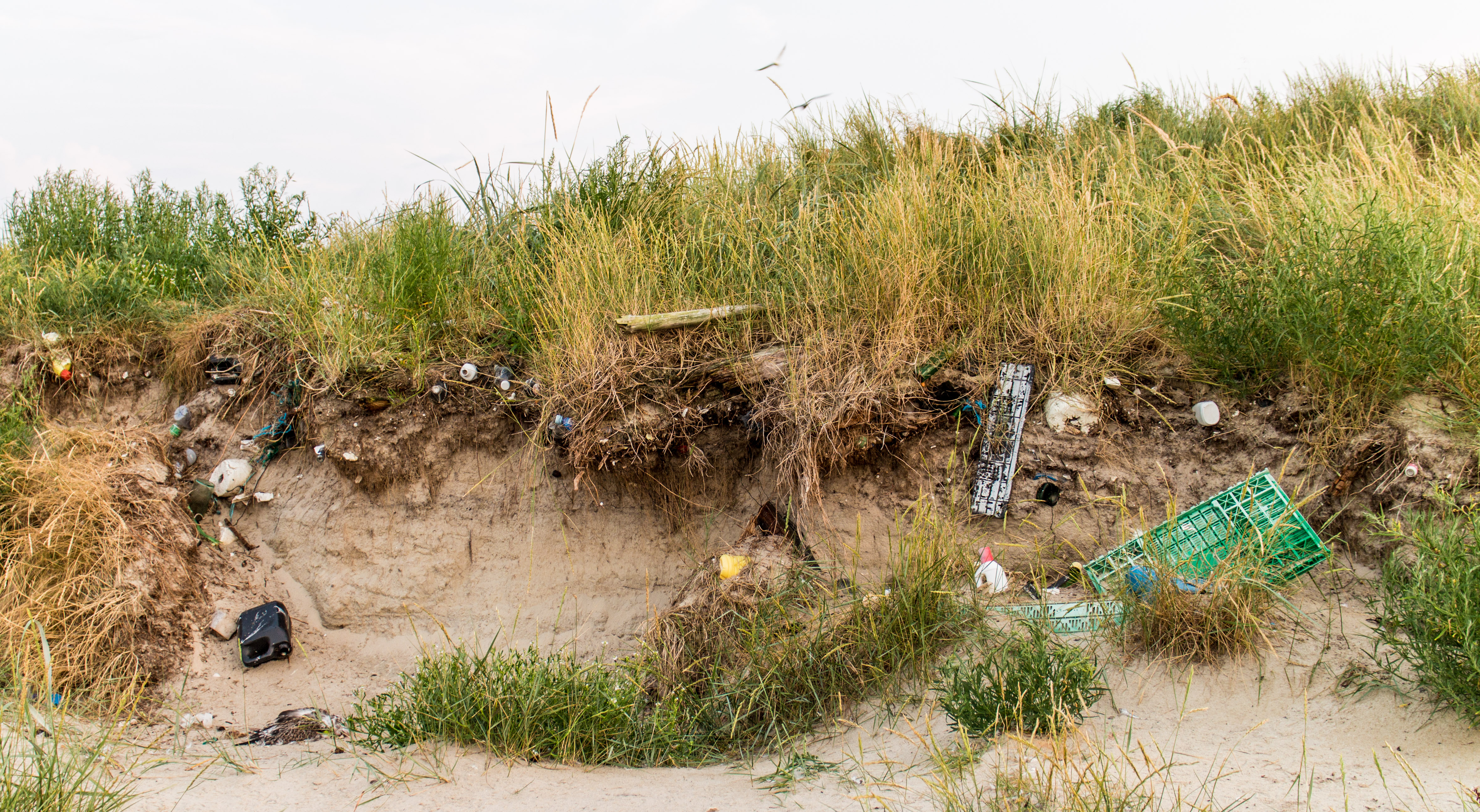
Abbruchkante der Scharhörner Nordseite mit jahrzehntealtem Schifffahrtsmüll

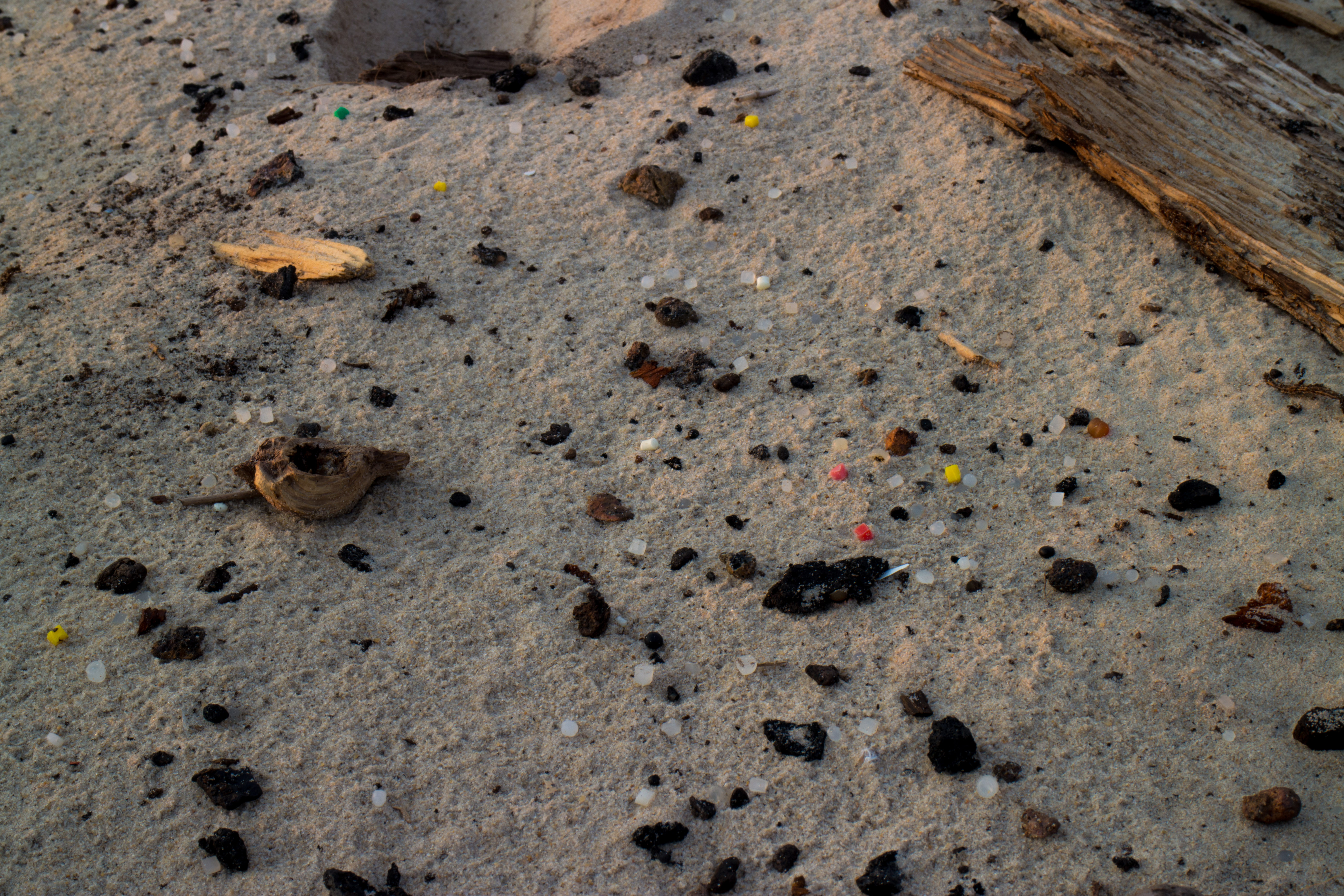
Kunststoffgranulat (Pellets) im Sand von Scharhörn

Die exponierte Lage an der stark befahrenen Außenelbe führt zu einer sehr hohen Müllbelastung Scharhörns. 1980 fanden sich auf einer Strecke von 100 Metern des Nordweststrandes binnen 14 Tagen 11.500 Müllteile mit einem Gesamtgewicht von 6 Tonnen. Der Müll setzt sich hauptsächlich aus Holzteilen, Tauwerk, Flaschen und Plastik zusammen, wobei millimetergroße Pellets, Öl und Paraffine eine besondere Gefahr für die Tierwelt darstellen.
Am elbseitigen Strand befindet sich eine 100 m lange Strecke, auf der angespülter Müll seit 1980 durch den Verein Jordsand gezählt, gewogen und klassifiziert wird. Diese Strecke ist Teil der Monitoringarbeit zur Kontrolle des OSPAR-Abkommens zum Schutz der nordöstlichen Atlantikregion.

### Havarien

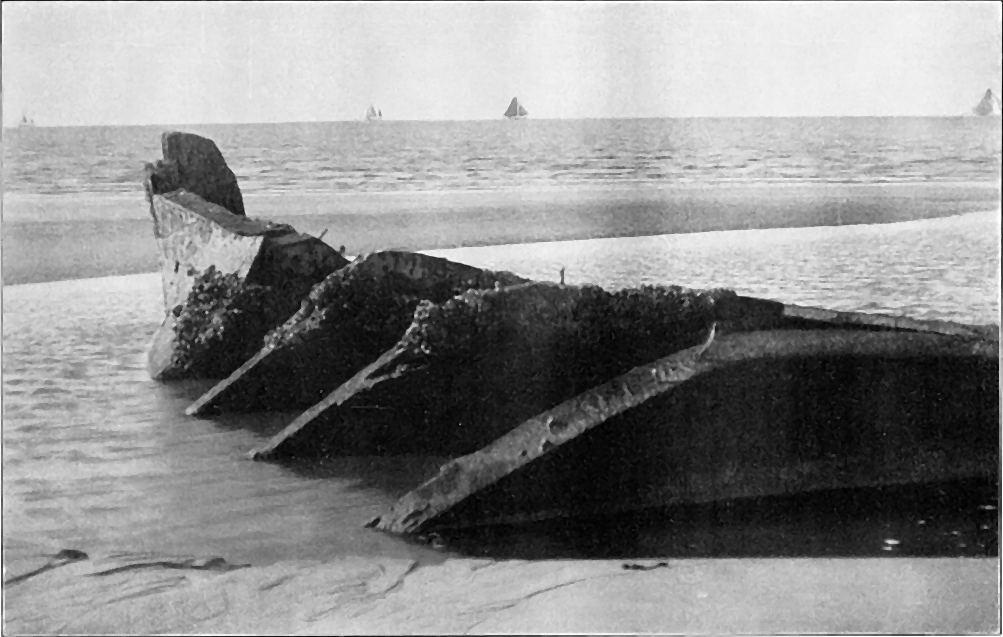
Wrack einer Bark am Scharhörnriff (1908)

Seit der Schifffahrtsweg zwischen Nord- und Ostsee sich im 13. Jahrhundert von der Eider zur Elbe verlagerte, waren das Scharhörnriff und die gegenüberliegenden Sände von Schiffsunfällen geprägt. Gelegentlich wird der Scharhörner „Schiffsfriedhof“ als der größte überhaupt bezeichnet.
Neben der früher üblichen Praxis, Tanks auf See zu reinigen, führen auch Unwetter und Schiffsunfälle zu Ölverschmutzung der Elbmündung. So schlug die mit Rohöl beladene Gerd Mærsk bei schwerem Schneesturm in Orkanstärke am 16. Januar 1955 auf einer Reise nach Hamburg auf dem Scharhörn-Riff leck. Bei der Rettungsaktion entschloss man sich, einen Teil der Ladung über Bord zu pumpen, um das Schiff vor dem Auseinanderbrechen zu bewahren, dabei wurden ca. 7000–8000 Tonnen Rohöl freigesetzt. Der Ölteppich bedeckte zeitweise eine Fläche von 1600 Quadratkilometern und erreichte trotz erheblicher Bekämpfungsversuche die Inseln Amrum, Föhr, Sylt, Rømø und Fanø. Bis nach Esbjerg zogen die Verschmutzungen ein ausgedehntes Vogelsterben nach sich.
Der griechische Frachter Emmanuel M (5400 BRT) lief am 8. Dezember 1968 vor Scharhörn auf Grund und wurde von den Neuwerkern geplündert. Das Schiff wurde im Juli 1970 geborgen und nach Cuxhaven geschleppt.
Der russische Frachter Njandoma brach 1969 mit giftigen Chemikalien an Bord auf Scharhörn auseinander. Die Fässer konnten aus den Schiffshälften geborgen werden.
Am 28. Oktober 1974 scheiterte die Wende des zypriotischen Frachters Great Luck (4300 BRT) nach Ausfall des Hilfsdiesels im Sturm. Das Schiff lag bis zu seiner Bergung am 17. November auf Scharhörn fest.

### Verklappung von Schlick
Pläne der Hansestadt Hamburg sahen vor, ab 2023 am Rande des Elbfahrwassers vor der Vogelschutzinsel Scharhörn jährlich rund zweieinhalb Millionen Kubikmeter Schlick zu verklappen, der im Zuge der Vertiefung der Elbe anfällt. Im Dezember 2022 einigten sich jedoch Hamburg, Schleswig-Holstein, Niedersachsen und der Bund, darauf zu verzichten. Stattdessen werden Verbringstellen eingerichtet, die sich weiter entfernt in der Nordsee befinden. Dessen ungeachtet sprach sich Hamburgs Erster Bürgermeister Peter Tschentscher im Januar 2023 erneut für eine Verklappung von Elbschlick vor Scharhörn aus.

## Wirtschaft

### Projekt Tiefwasserhafen

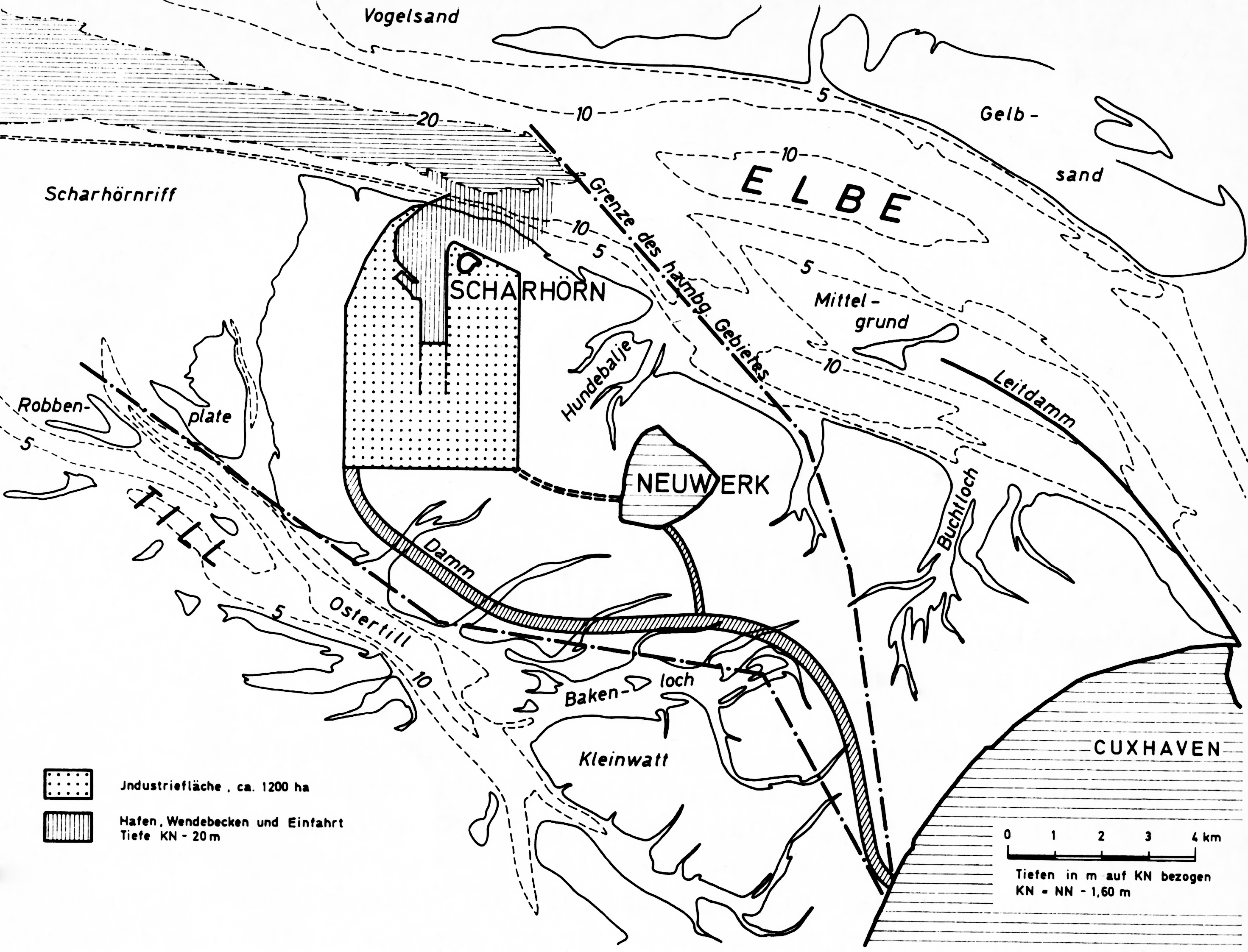
Plan für den Tiefwasserhafen Hamburgs im Gebiet von Scharhörn und Neuwerk (1972)

Scharhörn wurde – wie auch die Nachbarinsel Neuwerk – 1937 durch das Groß-Hamburg-Gesetz an die preußische Provinz Hannover übertragen. Seit 1947 gehörte sie zum neugebildeten Land Niedersachsen, bis sie 1969 durch den Cuxhaven-Vertrag abermals an das Land Hamburg übertragen wurde, da die Hansestadt die Realisierung eines Tiefwasserhafens Scharhörn/Neuwerk auf den beiden Inseln beabsichtigte. Die Planungen sahen ein Gebiet mit 6000 Hektar Nutzfläche vor, die durch die Aufschüttung von ausgebaggertem Sand im Planungsgebiet sturmflutsichere Höhen erreichen sollten. Die Ansiedlung von Stahlwerken und Chemieindustrie auf neuen günstigen Flächen stand hierbei im Mittelpunkt. Die Verbindung zum Festland sollte über einen Damm zwischen Scharhörn, Neuwerk und Cuxhaven erfolgen und neben den Gütern die voraussichtlich 4000–5000 Arbeitskräfte befördern. Das Projekt wurde bis 1979 in verschiedenen Ausbaustufen mit Stahl- und Atomkraftwerk geplant, doch wegen zahlreicher Proteste, hoher Kosten und geringer Unterstützung durch die Industrie nicht realisiert, ist jedoch bis heute im Hamburger Flächennutzungsplan enthalten:

„Der Flächennutzungsplan stellt im Bereich der Elbmündung bei Neuwerk/Scharhörn Flächen für einen Industriehafen dar (rd. 3.000 ha). Eine Inanspruchnahme dieser Flächen für Hafenzwecke ist aus heutiger Sicht nicht absehbar. Aufgrund der langfristig nicht einschätzbaren Entwicklung in der Hafenwirtschaft kann die Option auf Schaffung eines Tiefwasserhafens bei Neuwerk/Scharhörn jedoch nicht aufgegeben werden.
Der Flächennutzungsplan stellt für den Bereich Neuwerk/Scharhörn als nachrichtliche Übernahme den Nationalpark Hamburgisches Wattenmeer dar. Eine Klärung des hierdurch und durch andere naturschutzrechtliche Bestimmungen einschließlich des EU-Rechts begründeten planerischen Zielkonfliktes soll dann vorgenommen werden, wenn eine Realisierung des Hafenprojektes für erforderlich gehalten wird.“

## Pegel
Im Bereich der Außenelbe vor Scharhörn befinden sich mehrere Pegel zur Messung von Wind, Strömung und Wasserstand.
| Name              | Position im Elbstrom | Koordinaten                       |
| ----------------- | -------------------- | --------------------------------- |
| Zehnerloch        | 732,20 km, rechts    | 53° 57′ 19,88″ N, 8° 39′ 29,33″ O |
| Mittelgrund       | 733,70 km, links     | 53° 56′ 31,52″ N, 8° 38′ 10,01″ O |
| Bake C, Scharhörn | 745,00 km, links     | 53° 58′ 1,39″ N, 8° 27′ 44,91″ O  |
| Bake A            | 755,60 km, links     | 53° 59′ 3,96″ N, 8° 18′ 54,2″ O   |
| Bake Z            | 756,20 km, rechts    | 54° 0′ 48,71″ N, 8° 18′ 52,26″ O  |

Keiner dieser Pegel fällt bei Niedrigwasser trocken. Sie sind nicht mit den früheren Baken zu verwechseln, die auf den höhergelegenen Sänden lagen, und haben auch keine Rettungsfunktion. Im Gegensatz zur Wattwanderstrecke zwischen Neuwerk und dem Festland gibt es keine Rettungsbaken zwischen Scharhörn und Neuwerk.

### Gezeitenvorausberechnung
Auf Scharhörn treten die Tiden etwa 45–60 Minuten früher als am Steubenhöft (Cuxhaven) ein. Eine genaue Vorausberechnung erfolgt für die Bake C.

## Gebäude

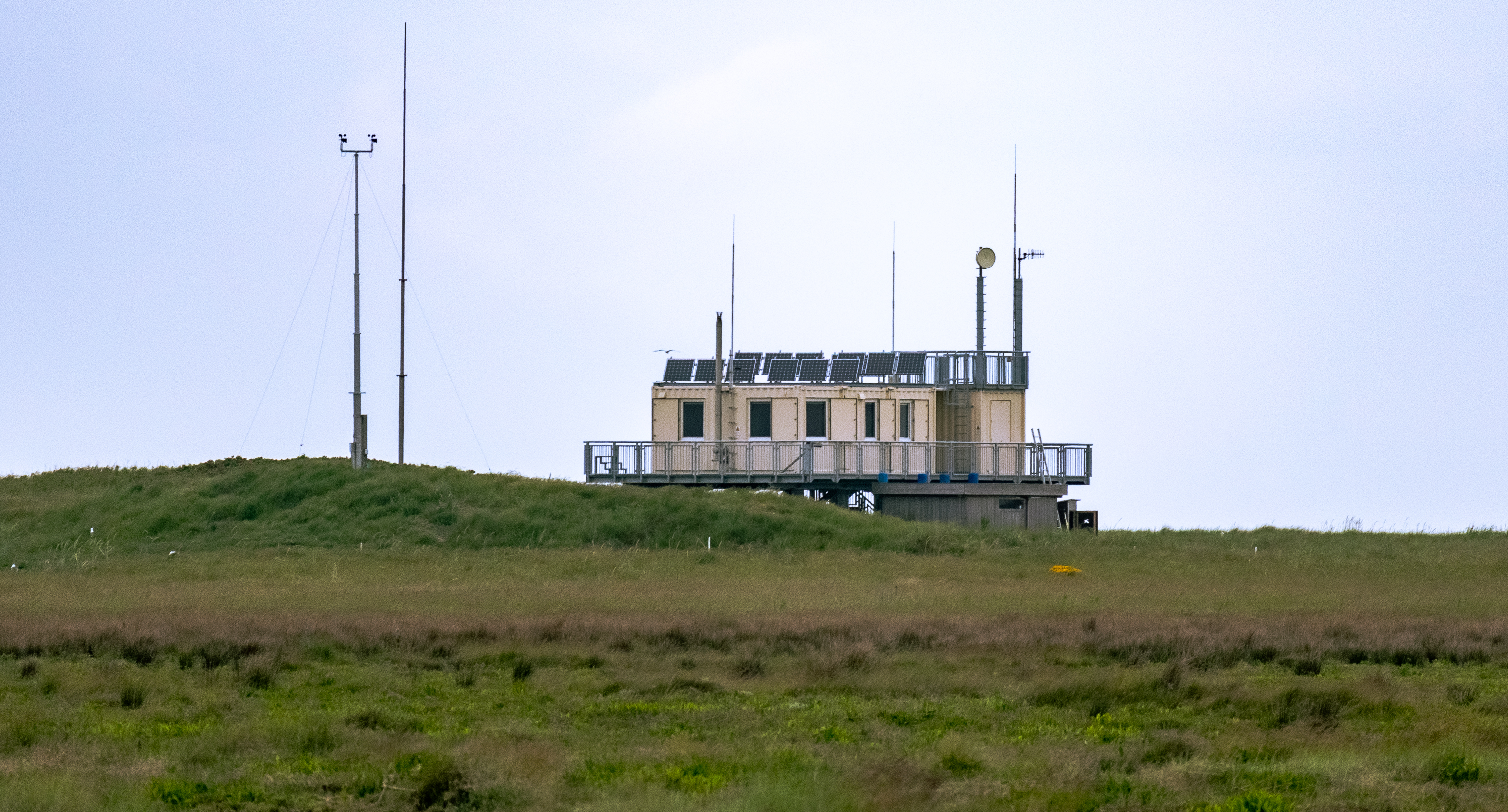
Containerunterkunft von 2018 (2021)

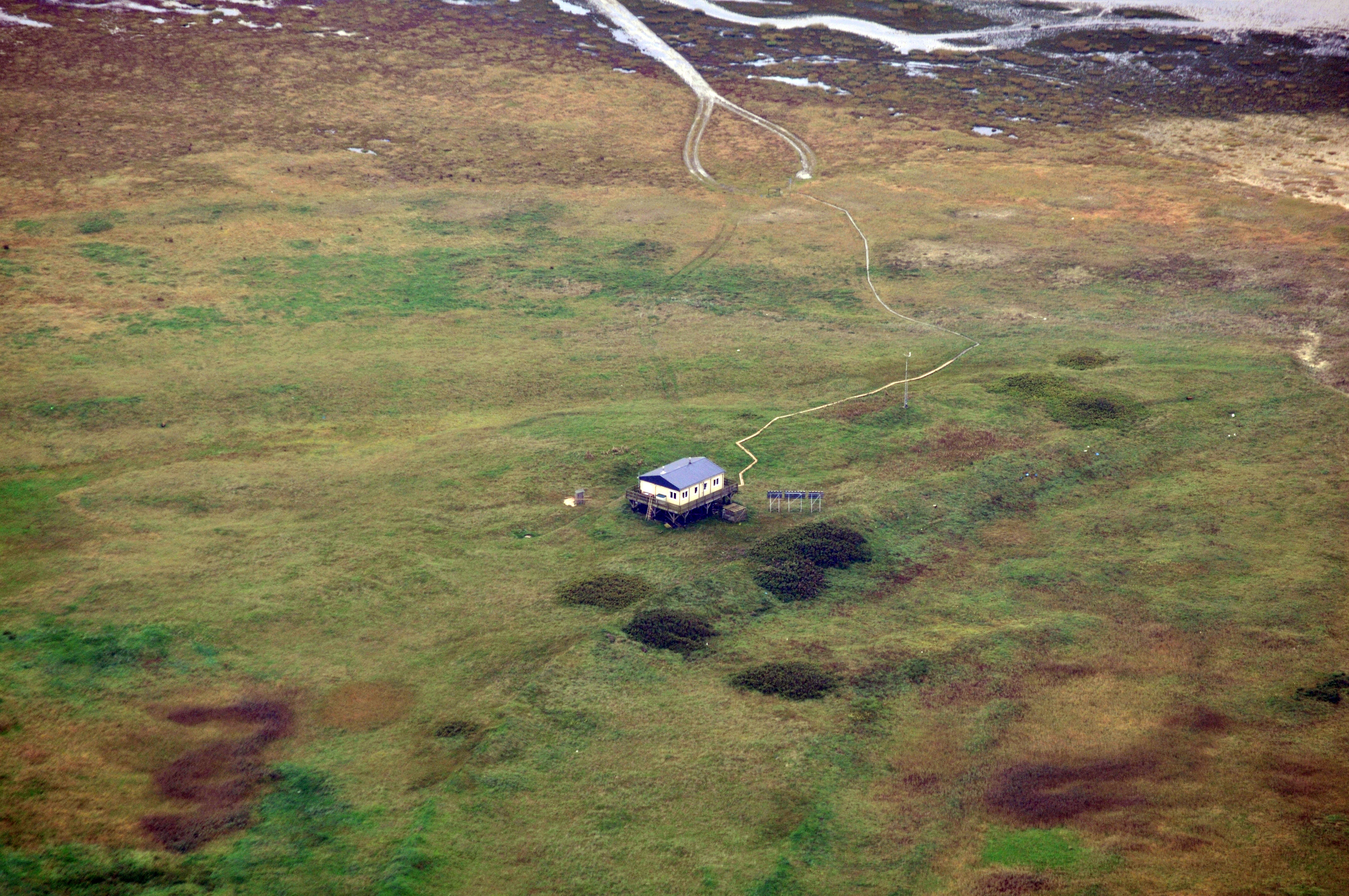
Containerhütte von 1996 (2011)

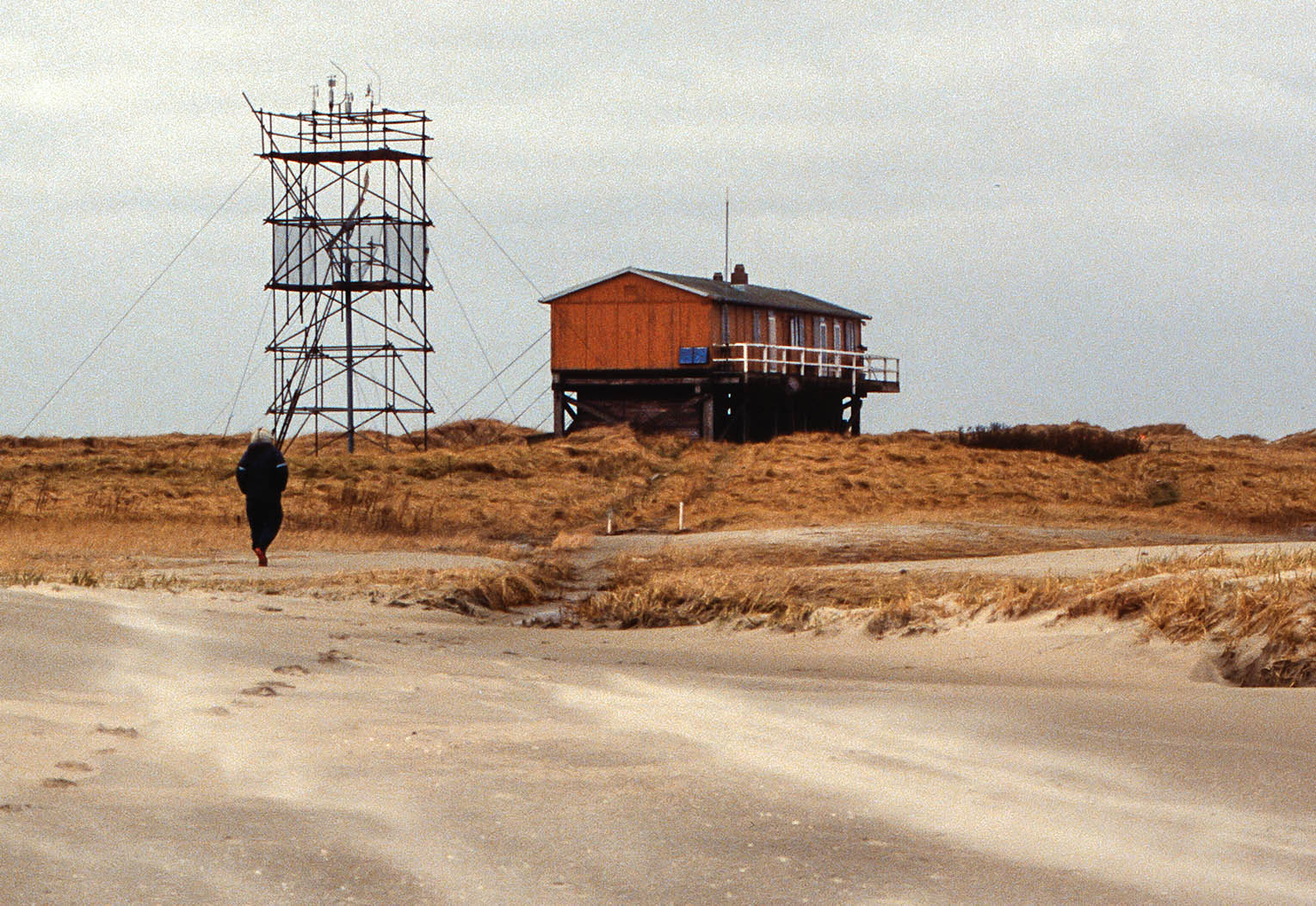
Hamburger Haus von 1964 (1994)

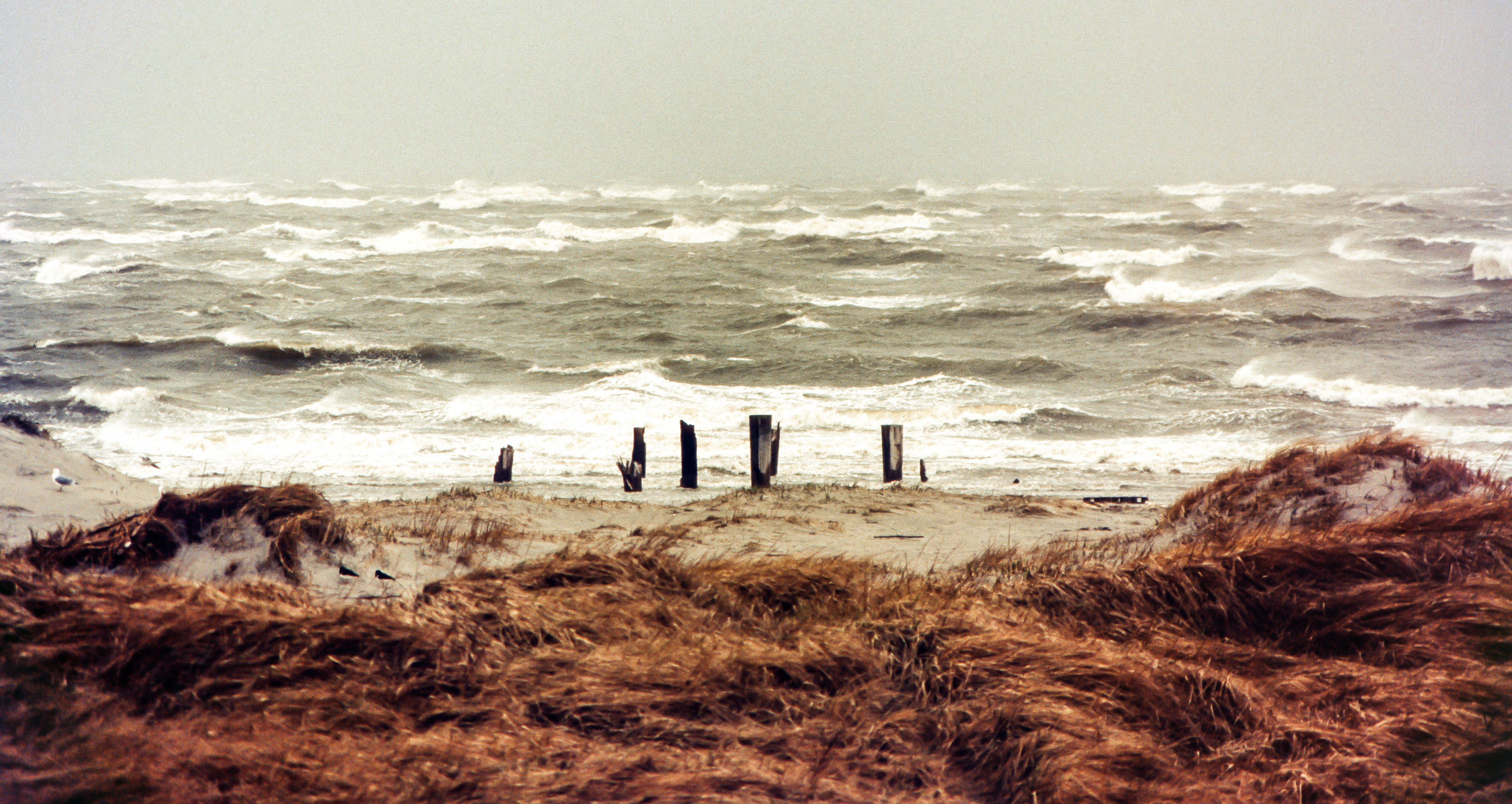
Reste der Hütte von 1957 bei der Karfreitagsflut 1994

Hütten und Baracken gibt es auf der Insel seit 1929, als der erste Pfahlbau für Dünenarbeiter errichtet wurde. 1932 kam eine zweite Baracke hinzu, um den zahlreichen Arbeitern sturmflutsichere Unterkünfte zu gewähren. Neben Arbeitern der Hafenbauämter, Angehörigen des Reichsarbeitsdienstes und Forschungspersonal lebte ab 1938 auch ein Vogelwärter darin, zur Zeit des 2. Weltkriegs auch Soldaten, die mehrere weitere Gebäude errichteten, von denen ab 1947 drei durch Treppen verbundene Baracken bestehen blieben. Brände, Sturmfluten und Stürme veränderten die Bausubstanz im Laufe der Jahre grundlegend. Zudem verlagerte sich im Laufe der Zeit die Insel von West nach Ost, was die Verlagerung der Neubauten zum Ostende hin erforderte. So rückte die Abbruchkante der Insel am 24. November 1981 während der schweren ’’Nordfrieslandflut’’, binnen Stunden um 18 m bis auf 3 m an die 1957 erbaute Vogelwärterhütte heran. Die Pfähle dieser Hütte stehen inzwischen etwa 125 m vor der heutigen Abbruchkante im Watt (2014).
| Erbaut          | Bemerkungen |
| --------------- | --- |
| 10. August 1929 | Schutzhütte errichtet durch Hafenbauamt Cuxhaven |
| März 1932       | Zweite Aufenthaltsbude für freiwilligen Arbeitsdienst von Neuwerk |
| 1939–1945       | Bunker, Flakstellung sowie drei weitere Baracken. Der Bunker und die Baracken wurden im Krieg zerstört. |
| 1939–1953       | Senatoren- und Bauarbeiterhütte, sowie eine weitere Hütte. Sie brannten am 4. Juli 1953 ab. |
| 1953–1957       | Behelfsbaracke |
| 1957–1983       | Vogelwärterhütte mit Beobachtungsturm. Abriss 1983, nachdem die nordwestliche Abbruchkante im Winter zuvor die Hütte passierte |
| 1964–2001       | Bau- und Vermessungsbaracke Hamburger Haus und Gitterturm, die 1983–1996 auch die Vogelwärter beherbergte, bis sie 2001 abgerissen wurde. Eine größere Photovoltaikanlage vor dem Gitterturm wurde 1993 abgebaut. Sie stand etwa 180 Meter SO der Hütte von 1957. |
| 1996–2019       | HPA- und Vogelwärterhütte, Containerhütte auf Pfahlbau mit Rundgang (ab 2013 gesperrt). Die Photovoltaikanlage stand 1996–2018 auf einem separaten Gerüst. Sie stand etwa 160 Meter OSO des Hamburger Hauses.                                                     |
| 2013–2018       | Provisorische Unterkunft für den Vogelwart. Sie stand nur etwa 10 Meter östlich der Containerhütte. |
| 2018            | Zweigeteilte Containerunterkunft auf Stahlpfeilern für HPA, Nationalparkverwaltung und Vogelwart mit Rundgang und begehbarem Dach auf dem auch die Photovoltaikanlage montiert ist. Sie wurde etwa 180 Meter ONO der provisorischen Unterkunft errichtet.         |

## Fauna und Flora
Erstmals wird Scharhörns Artenreichtum im Herbst 1884 durch Ernst Hartert erwähnt. Waren es damals noch die ausgedehnten Wattflächen, Priele und Sände, die Limikolen, Ringelgänsen, Seehunden und Schweinswale ein ungestörtes und nahrungsreiches Rastgebiet boten, kamen mit der zunehmenden Inselbildung ab 1926 auch erste Pflanzen und Fluss-Seeschwalben hinzu. Die systematische Bepflanzung mit Strandquecke und Aufstellung von Sandfangzäunen in den Folgejahren sicherte die zügige Vergrößerung der hochwassersicheren und bewachsenen Dünen und auch die Grundlage für die aktuelle Fauna und Flora Scharhörns.

### Rastplatz für den Vogelzug
Neben der exponierten Lage ist Scharhörn im inneren Winkel der Deutschen Bucht ein Zwischenstopp für zahlreiche Singvögel. Besonders für Watvögel, Enten und Gänse ist das Scharhörn-Neuwerker Watt ein wichtiger Rastplatz. In besonders großer Anzahl stärken sich hier vor allem Ringelgänse, Pfeifenten, Eiderenten, Austernfischer, Kiebitzregenpfeifer, Knutts, Sanderlinge, Alpenstrandläufer, Pfuhlschnepfen, Große Brachvögel, Lachmöwen, Sturmmöwen und Silbermöwen für den Weiterzug ins Winterquartier auf der Südhalbkugel.

### Mauser
Die besondere Abgeschiedenheit des mit über 20 km tiefsten Wattbereichs der Nordseeküste und das reiche Nahrungsangebot qualifiziert das Watt um die Scharhörnplate besonders für die Mauser der Eiderenten und Brandgänse, die in dieser Zeit besonders große Fluchtdistanzen aufbauen. So sind sie nach der Brutzeit hier in großer Anzahl anzutreffen und können kurzzeitig 20.000 Exemplare übersteigen.

### Brutvögel

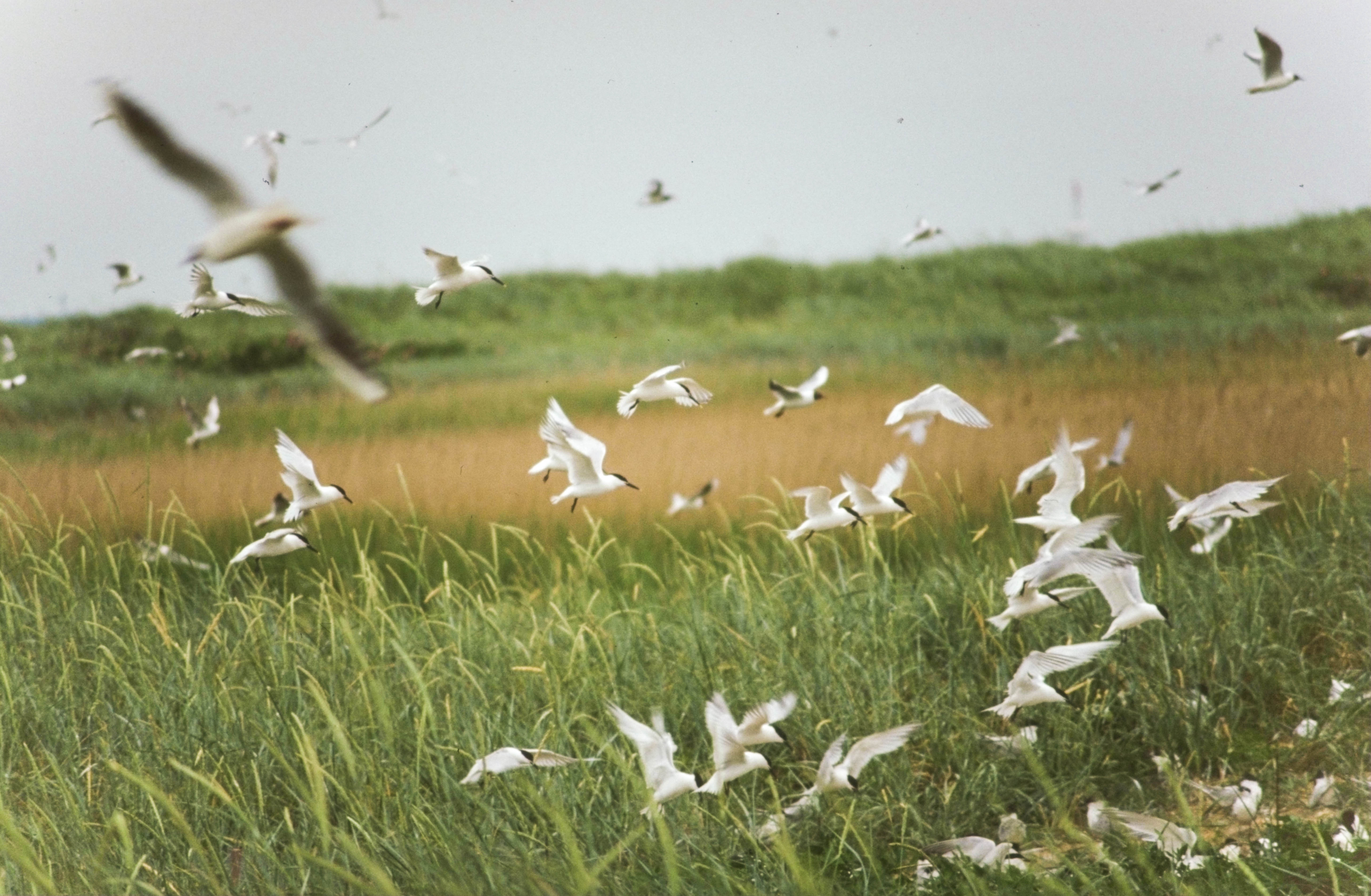
Brandseeschwalbenkolonie auf Scharhörn (1993)

Zu den regelmäßigen Brutvögeln Scharhörns gehören: Brandgans, Stockente, Austernfischer, Sandregenpfeifer, Rotschenkel, Heringsmöwe, Silbermöwe, Sturmmöwe, Lachmöwe, Feldlerche und Wiesenpieper.
Vorherrschende Brutvogelpaare auf Scharhörn waren im Jahre 1975 die Fluss-Seeschwalbe mit 1900 Brutpaaren und die Küstenseeschwalbe mit 450 Brutpaaren. Mit weitem Abstand folgten Austernfischer, Brandgans und Seeregenpfeifer.
Bemerkenswert ist, dass von den insgesamt nachgewiesenen 29 Brutvogelarten die Brandseeschwalbe, Fluss-Seeschwalbe und Küstenseeschwalbe immer im Zentrum der Schutzbemühungen standen und in den 1980er Jahren noch mit bis zu 8100 Paaren auf Scharhörn brüteten. Der Brutbestand ging aber bis zur Jahrtausendwende merklich zurück, sodass 2001 die letzten Fluss- und Küstenseeschwalben und 2005 das letzte Mal noch 95 Paare Brandseeschwalben brüteten. In diesem Zeitraum stiegen, wie an der gesamten Küste, die Brutzahlen der Herings- und Silbermöwe, was einen Teil beigetragen haben könnte. Ebenso hat sich aber auch das Habitat verändert und ein Anstieg der Seeschwalbenbruten auf Neuwerk gezeigt.
Im Jahre 2015 registrierte der Vogelwart 138 verschiedene Vogelarten auf Scharhörn. Im Jahre 2019 beobachteten Vogelwärter insgesamt 168 Vogelarten—manche nur ein einziges Mal (Wiedehopf), andere zu Zehntausenden (Alpenstrandläufer, Knutt, Großer Brachvogel, Pfuhlschnepfe). 24 Vogelarten brüteten in diesem Jahr auf Scharhörn, darunter seltene wie Rotschenkel und Sumpfohreule.

### Vegetation
2022 konnte die Vogelwartin im Laufe der Monate viele Veränderungen in der Vegetation feststellen. Während auf Scharhörn zu Frühjahrsbeginn die Salzwiese spross, blühten zur selben Zeit in den Dünen auf der Nachbarinsel Nigehörn schon die Veilchen und die Bäume und Sträucher bekamen Blätter. Im Juni, Juli und August blühten viele Pflanzen und brachten damit viel Farbe in die Wiesen- und Dünenlandschaft. Die Salzwiese der Insel färbte sich schon ab Anfang August schon wieder deutlich rot und Ende September und im Oktober konnten nochmal blühende Pflanzen festgestellt werden, die andernorts schon verblüht waren.

## Naturschutz
Die gesamte Vogelschutzsandbank „Scharhörnplate“ mit den beiden Inseln wird seit dem 1. Dezember 1939 vom Verein Jordsand betreut. Sie hat mit einer Länge von 2,75 km und einer Breite von 1,5 km eine Größe von fast 500 ha.
Von 1939 bis 1975 war Scharhörn auch „Außenstation des Instituts für Vogelforschung – Vogelwarte Helgoland“. In dieser Zeit wurden mehr als 71.000 Vögel auf Scharhörn beringt, je zur Hälfte Brutvögel und Durchzügler.

## Wanderungen
Die Insel Scharhörn darf außer bei offiziellen Führungen oder nach telefonischer Voranmeldung beim zuständigen Vogelwart nicht betreten werden. Eine Wanderung auf dem Wattenhoch von Neuwerk nach Scharhörn und zurück ist für gute Wanderer möglich und dauert ca. 4–5 Stunden mit einer Stunde Aufenthalt. Sie sollte etwa 4 Stunden vor Cuxhavener Niedrigwasser beginnen und der Rückweg sollte zu Scharhörner Niedrigwasser angetreten werden. Vor Antritt der Wanderung ist eine Anmeldung notwendig und man sollte sich über Wetter und Tiden gut informieren. Im Übrigen ist das Verlassen der mit Buschpricken gekennzeichneten Wattwege in der Zone 1 der Nationalparks nicht erlaubt.

## Sonstiges
Die Insel Scharhörn ist Namensgeberin zahlreicher Arbeitsschiffe der Wasser- und Schifffahrtsverwaltung sowie des heutigen Museumsschiffs Schaarhörn.

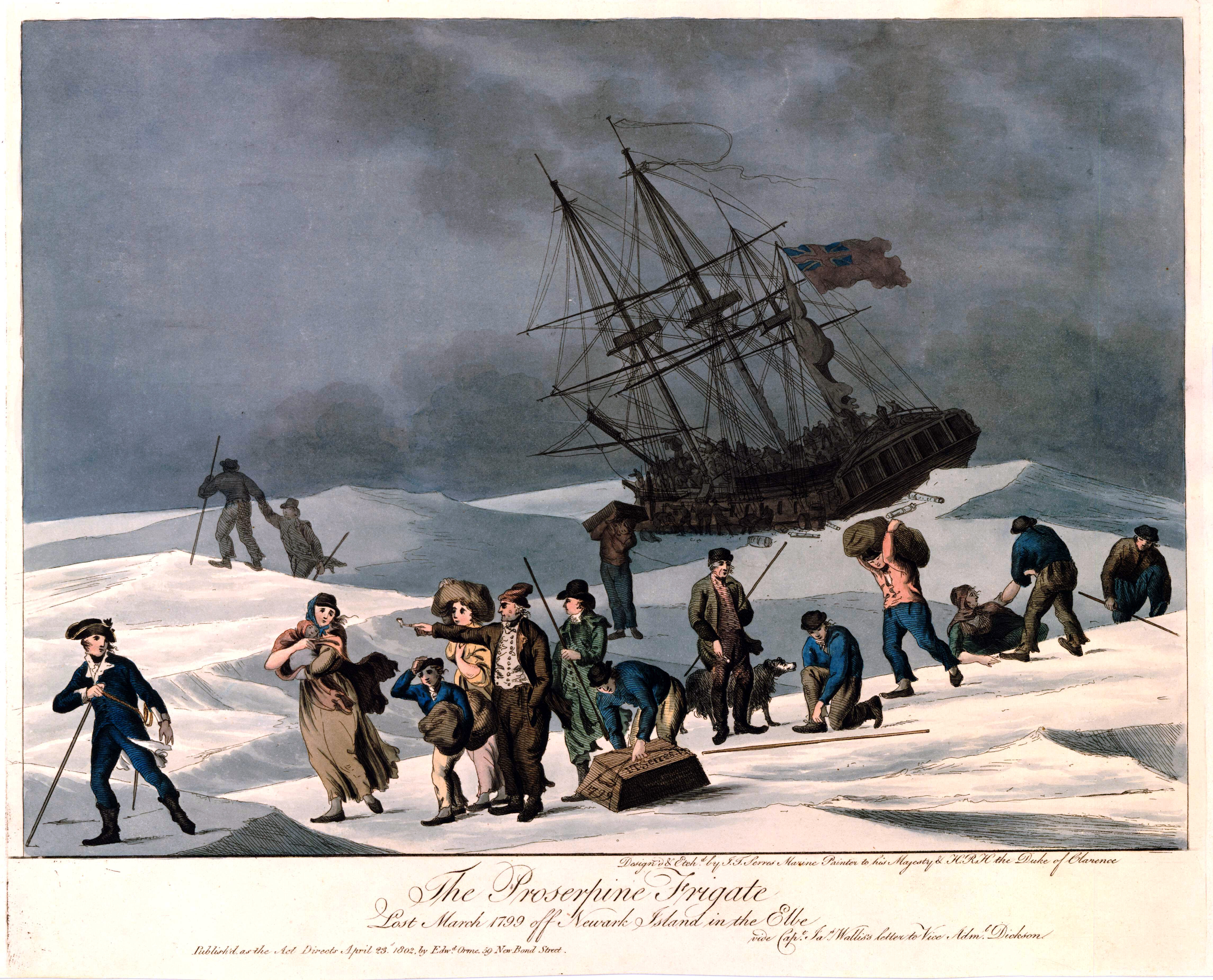
Flucht von der HMS Proserpine über das Watt (1799)

Der britische Diplomat Thomas Grenville strandete 1799 mit der Fregatte HMS Proserpine bei dichtem Schnee und Eisgang auf dem Scharhörn-Riff. Bei dem Versuch, sich über das Watt und Eis nach Neuwerk zu retten, starben 14 der 187 Personen. Bei einem späteren Versuch, Brot von der zerquetschten Fregatte zu bergen, wurde ein Trupp von fünf Personen von der Flut überrascht und auf dem Wrack abgetrieben. Sie strandeten 36 Stunden später vor Baltrum und konnten sich erneut retten.
In einem der ersten Spionageromane, Das Rätsel der Sandbank, 1903 von Robert Erskine Childers geschrieben, scheitert eine südliche Umseglung Neuwerks und Scharhörns in der Sandbank Hohenhörn.
Bis 2007 war neben der Ondo auch das Wrack der Fides auf dem gegenüberliegenden Großen Vogelsand noch gut sichtbar.
Der 461. Tatort Tod vor Scharhörn (letzter Tatort mit Manfred Krug und Charles Brauer alias Stoever und Brockmöller) bindet die Insel in einigen Szenen mit ein.
Sie ist Handlungsort der Romane Der Nigger auf Scharhörn (1927) von Hans Leip und Vogelweide (2013) von Uwe Timm.